# San Raffaele (Nápoly)
A San Raffaele vagy San Raffaele a Materdei, teljes nevén Santi Raffaele e Margherita da Cortona templom Nápolyban.

## Története
A templomot 1759-ben alapították Marco Celentano és Michele Lignola kanonokok. Giuseppe Astarita tervei alapján épült fel.

## Leírása
A templom homlokzata kétszintes, konkáv. Az egyes szinteket voluták zárják le, a homlokzatot pedig háromszögletű timpanon. A templom görög kereszt alaprajzú.A kupolája egyben bevilágítóként is működik. Belsejét 18. századi freskók díszítik, Angelo Mozzilo alkotásai. Figyelemre méltó a színes márványból faragott oltára is.